# Ari Kaunismäki
Ari Kaunismäki est un karatéka finlandais surtout connu pour avoir remporté l'épreuve de kumite individuel masculin moins de 70 kilos aux championnats d'Europe de karaté 1983 organisés à Madrid, en Espagne.

## Résultats
| Résultat      | Date | Épreuve                   | Catégorie | Compétition                | Ville hôte         |
| ------------- | ---- | ------------------------- | --------- | -------------------------- | ------------------ |
| Médaille d'or | 1983 | Kumite individuel - 70 kg | Seniors   | Championnats d'Europe 1983 | Madrid, en Espagne |